# Bécsi pénzszerződés
A bécsi pénzszerződés (németül: Wiener Münzvertrag) 1857. január 24-én jött létre az észak- és dél-német államok többsége, Liechtenstein és az Osztrák Császárság között egységes pénzláb bevezetésére.

## Tartalma
A pénzlábat a korábbi talléroknál alkalmazott kölni márka (233,856 gramm) helyett a vámunióban használt metrikus fontban (vámfont = 500 gramm) fejezték ki. A törvényes pénz ezüstalapú, de egységesítette a kereskedelmi célra vert aranypénzek szabványát is. A szerződés hatálya alá tartozó területeken tehát tiszta ezüstvaluta került bevezetésre a következő szabványok szerint:
- 30 talléros pénzláb: Porosz Királyság (kivéve a Hohenzollern birtokokat), Szász Királyság, Hannover Királyság, Hesseni Választófejedelemség, Szász Nagyhercegség, Szász-Altenburg Hercegség, Szász-Gotha Hercegség, Braunschweig Hercegség, Oldenburg Hercegség Birkenfelddel, Anhalt-Dessau-Köthen Hercegség; Anhalt-Bernburg Hercegség, Schwarzburg–Sondershauseni Fejedelemség, Schwarzburg-Rudolstadt Fejedelemség, Waldeck-Pyrmont Fejedelemség, Reuss Idősebb Ági Fejedelemség, Reuss Fiatalabb Ági Fejedelemség, Schaumburg–Lippei Fejedelemség és Lippe Fejedelemség
- 45 forintos pénzláb: Osztrák Császárság és Liechtensteini fejedelemség
- 52½ forintos pénzláb: Bajor Királyság, Württemberg Királyság, Badeni Nagyhercegség, Hessen Nagyhercegség, Szász-Meiningen Hercegség, Szász-Koburg Fejedelemség, a poroszországi Hohenzollern birtokok, Nassau Hercegség, Schwarzburg-Rudolstadt Fejedelemség és Hessen-Homburg Tartománygrófság

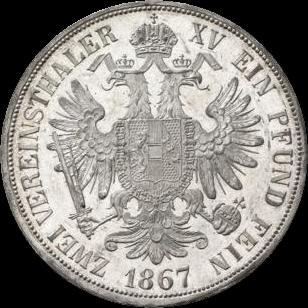
Két egyleti tallér. (Osztrák kiadás, 1867.)

Az egymás közti elszámolásra a 30 talléros pénzlábat vezettek be, azaz egy vámfont színezüstből 30 tallért vertek. Az új pénzegység neve egyleti tallér (Vereinstaler) lett, az új pénzláb szerint vert érméket egyleti érméknek (Vereinsmünze) nevezték. Az új tallér (színezüsttartalma 16,667 gramm) lényegében a (kissé súlyosabb) Graumann-pénzláb szerinti porosz tallér (színezüsttartalma 16,704 gramm) utódjának tekinthető, mely pénzlábbal Ausztria már régóta vetélkedett. Az új pénzláb azonban nem pénzegység, hanem az azonos nemesfémből (ezüstből) vert pénzeket használó államok közötti elszámolási egység volt.
Egy egyleti tallér átszámítása:
- 1 porosz tallér (észak- és középnémet tallérrendszer)
- 1¾ dél-német forint = 105 dél-német krajcár (dél-német forintrendszer)
- 1½ osztrák értékű forint = 150 osztrák krajcár. (Osztrák tízes alapú pénzrendszer.)

Ugyanekkor a koronás és félkoronás aranyakat is egységesítették (egyleti korona; Vereinskrone), de ezeket az egyleti érméket csak ritkán verték, nem volt sikeres a forgalomba helyezésük: belföldön elfogadásuk nem volt kötelező, csak kereskedelmi érmeként funkcionáltak, a külföldi pénzrendszerekbe pedig nem illeszkedtek. Az ezüst és az arany piaci árának eltávolodásával a koronaérték folyamatosan változott, és az egyes német államok pénznemeivel szembeni aránya bizonytalanná vált.

## Területi hatálya
A bécsi pénzverési egyezmény hatálya a németajkú területeken kívül a Habsburg Birodalom nem német területeire is kiterjedt, így egyleti pénzek Milánó, Velence, Prága, Körmöcbánya és Gyulafehérvár pénzverdéiben is készültek.